# Skinke
Die Skinke (Scincidae), auch Glattechsen genannt,  sind eine Echsenfamilie aus der Ordnung der Schuppenkriechtiere (Squamata).
Es gibt mehr als 100 Gattungen und über 1700 Arten. Die Skinke sind damit die artenreichste Familie der Echsen. 

## Lebensweise
Skinke bewohnen tropische Gebiete überall auf der Welt. Am häufigsten sind sie in Südostasien anzutreffen. Dort bewohnen sie den Boden, indem sie sich eingraben, oder Bäume, wo ihnen ihr Schwanz als Kletterhilfe dient. An ihm befinden sich bei den baumbewohnenden Arten kleine Widerhaken. Ihren Schwanz können einige Arten bei Gefahr abwerfen. Er zuckt danach noch eine Weile und verwirrt dadurch die Feinde, sodass der Echse Zeit bleibt zu fliehen. 
Wie die Schlangen bewegen Skinke sich durch ihre kurzen Extremitäten mit Wellenbewegungen voran. Bei bodenbewohnenden Arten können die Beine auch völlig fehlen.
Skinke sind meist dunkel gefärbt, können aber auch sehr farbenprächtig sein. So existieren in Neuguinea einige Spezies, deren Blut durch hohe Konzentration von Biliverdin grün ist. Infolgedessen weisen dann auch Muskeln, Knochen und Schleimhäute ein leuchtendes Grün auf.
Die meisten Skinke erreichen eine Größe zwischen 8 und 35 Zentimetern. Es gibt aber auch Ausnahmen, die wesentlich größer werden können.
Die Nahrung besteht unter anderem aus Insekten und Eidechsen. Größere Arten ernähren sich aber auch von vegetarischer Kost. Einige legen Eier, doch fast die Hälfte aller Arten gebären lebende Jungtiere, sind also ovovivipar oder sogar, wie die Tannenzapfenechse in Australien oder Kanakysaurus viviparus in Neukaledonien, echt  lebendgebärend. Manche Arten beschützen die Nester oder ihren geschlüpften Nachwuchs.

## Innere Systematik

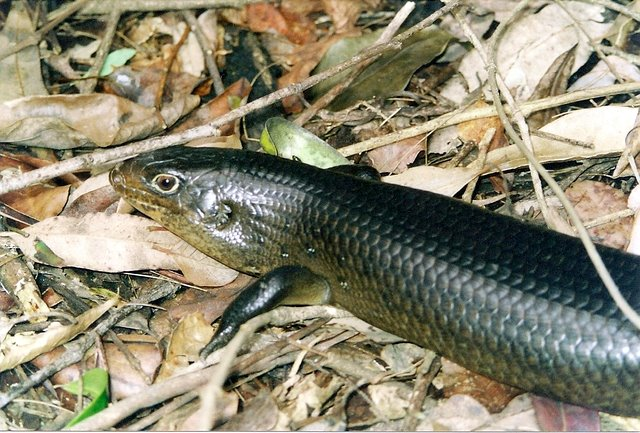
Riesen-Stachelskink (Bellatorias major)

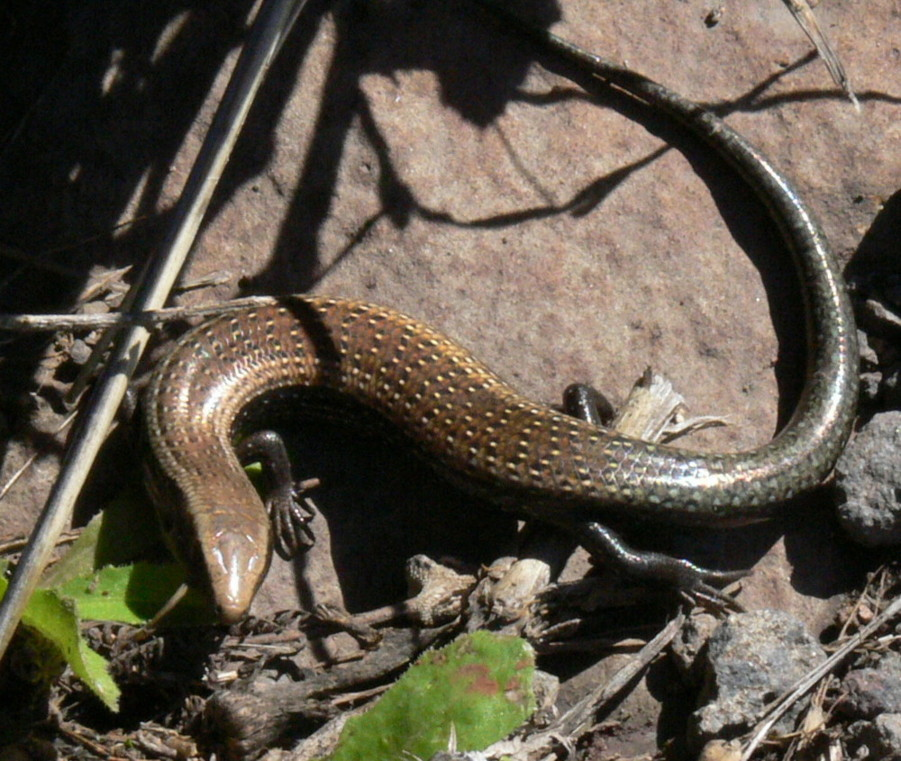
Südlicher Kanarenskink (Chalcides coeruleopunctatus)

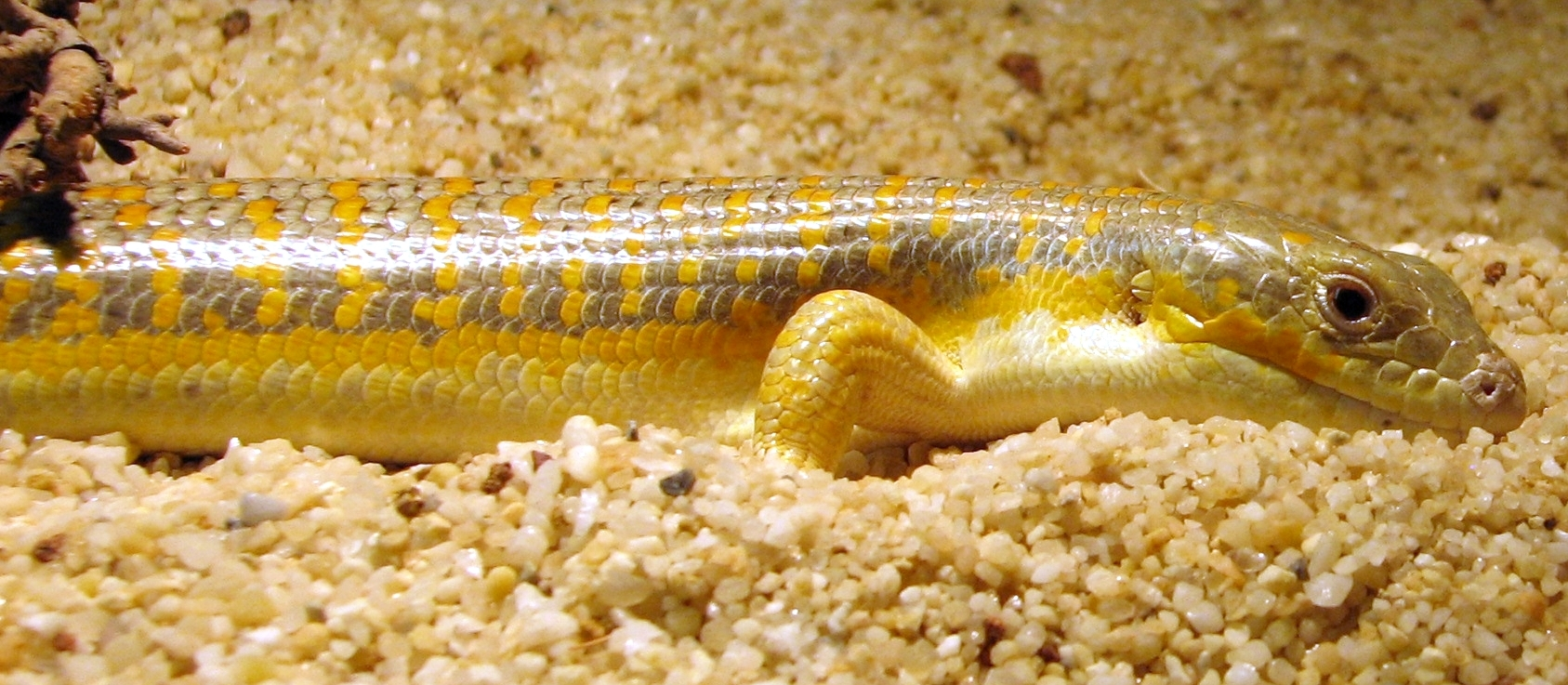
Berberskink
(Eumeces schneideri)

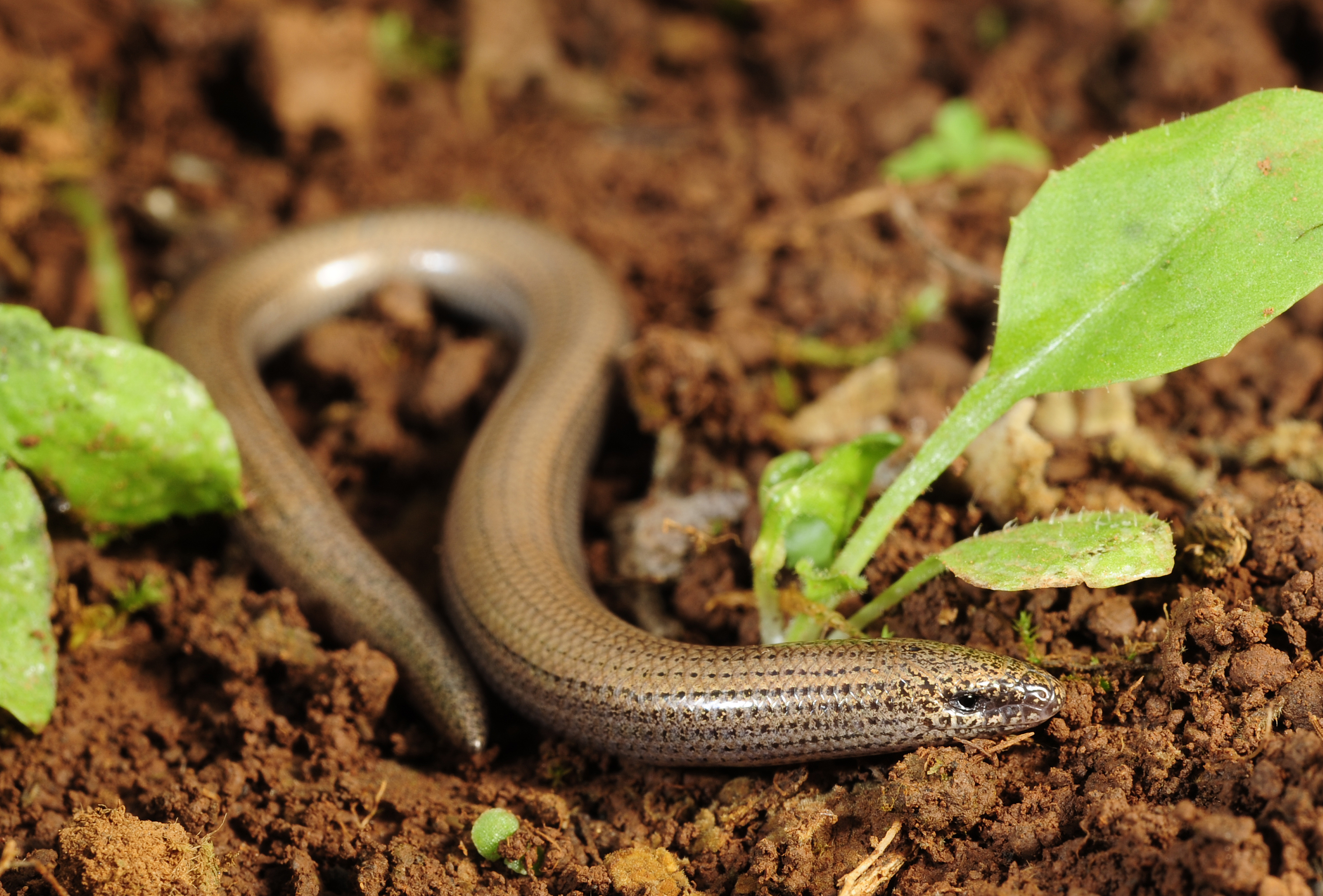
Gesprenkelter Schlangenskink (Ophiomorus punctatissimus)

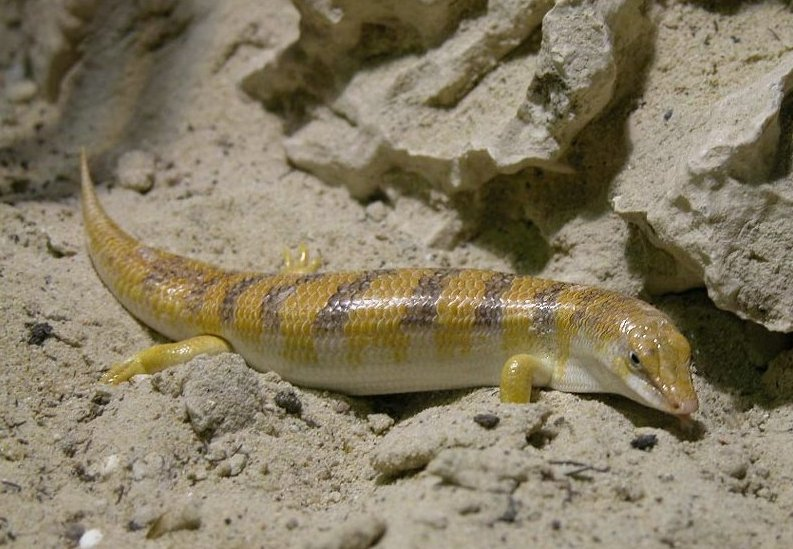
Apothekerskink
(Scincus scincus)

Es werden sieben Unterfamilien unterschieden, die auf Vorschlag der Herpetologen S. Blair Hedges und Caitlin E. Conn den Rang von Familien erhalten sollten. Hedges stellte Anfang 2014 zusätzlich die Familien Ateuchosauridae (für Ateuchosaurus) und Ristellidae (für Lankascincus und Ristella) auf. Die früher klassifizierten drei Unterfamilien Acontinae, Lygosominae und Scincinae haben in dieser Systematik nach Hedges den Rang von Überfamilien (Acontinoidea, Lygosomoidea und Scincoidea). Dadurch bleibt der Umfang dieser Gruppen weitgehend gleich, nur bei den Lygosomoidea gibt es eine weitere Unterteilung in neue Familien, die anderen beiden Überfamilien umfassen jeweils nur eine Familie.
- Unterfamilie Acontinae
- Unterfamilie Egerniinae
  - Bellatorias Wells & Wellington, 1984
  - Corucia Gray, 1855
  - Cyclodomorphus  Fitzinger, 1843
  - Egernia Gray, 1838
  - Hemisphaeriodon Peters, 1867
  - Liopholis Fitzinger, 1843
  - Lissolepis Peters, 1872
  - Blauzungenskinke (Tiliqua Gray, 1825)
  - Helmskinke (Tribolonotus Duméril & Bibron, 1839)
    - Rotaugen-Buschkrokodil (Tribolonotus gracilis)
- Unterfamilie Eugongylinae
- Unterfamilie Lygosominae
- Unterfamilie Mabuyinae
- Unterfamilie Sphenomorphinae
- Unterfamilie Scincinae
  - Amphiglossus
  - Androngo
  - Barkudia
  - Brachymeles
  - Chabanaudia
  - Walzenskinke (Chalcides)
  - Chalcidoseps
  - Eumeces
  - Eurylepis
  - Feylinia
  - Flexiseps
  - Gongylomorphus
  - Hakaria
  - Janetaescincus
  - Jarujinia
  - Kanakysaurus
  - Madascincus
  - Melanoseps
  - Mesoscincus
  - Nessia
  - Ophiomorus
  - Pamelaescincus
  - Paracontias
  - Plestiodon
  - Proscelotes
  - Pseudoacontias
  - Pygomeles
  - Scelotes
  - Scincopus
  - Scincus
  - Scolecoseps
  - Sepsina
  - Sepsophis
  - Sirenoscincus
  - Typhlacontias
  - Voeltzkowia